# Rogelio Yrurtia
Rogelio Yrurtia, né le 6 décembre 1879 à Buenos Aires en Argentine et mort le 4 mars 1950, est un célèbre sculpteur argentin de l'école réaliste. 

## Biographie
Né à Buenos Aires en Argentine, d'immigrants basques en 1879, Rogelio Yrurtia s'inscrit à la Société locale pour la promotion des beaux-arts en 1899. Étudiant talentueux, il obtient rapidement une bourse qui lui permet de se rendre à Paris. Là, il fréquente la prestigieuse Académie Julien, où il fait son apprentissage sous la direction de Jules-Félix Coutan. Il obtient sa première exposition à la Société nationale des artistes français en 1903 et un grand prix à l'Exposition universelle de 1904 à Saint-Louis. 
Yrurtia retourne à Buenos Aires en 1905, où il présente plusieurs expositions et, en 1907, il reçoit la commande d'un monument à l'homme d'État argentin Manuel Dorrego datant des années 1820. Il s'installe à Barcelone en Espagne, où son travail lui vaut un grand prix à l'Exposition internationale des arts de 1911. À son retour à Buenos Aires en 1916, Yrurtia reçoit la commande d'un portrait de Bernardino Rivadavia, le premier président constitutionnel de l'Argentine, pour un mausolée prévu en son honneur pour la Plaza Miserere (il est à noter que Rivadavia, qui est mort en exil en 1845, avait demandé que sa dépouille ne revienne pas en Argentine). 
Continuant à exposer avec succès en Argentine et à l'étranger, la ville de Buenos Aires lui a commandé la création d'un monument pour orner une place médiane le long du Paseo Colón, une artère importante au sud du centre-ville. Le monument, Ode au travail, a été inauguré en 1927 et représente l'œuvre la plus ambitieuse de Yrurtia, qui reste sans doute la plus connue. L'industriel et philanthrope Carlos Delcasse commande à Yrurtia sa crypte dans la banlieue de Buenos Aires de Vicente López, que le célèbre sculpteur achève en 1936. Le point culminant de l'œuvre, Justice, est créé à la demande de Delcasse; bien que n'étant pas juriste, Delcasse se considère comme un «ami de la cour». La sculpture est reproduite en bronze pour la Cour suprême argentine. 
Créant un Moïse pour l'inauguration en 1937 du musée des beaux-arts Juan B. Castagnino de Rosario, Yrurtia devient l'un des membres fondateurs de l'Académie nationale des beaux-arts en 1938 et il a continué à exposer périodiquement, travaillant depuis de sa maison baroque dans le Section Belgrano de Buenos Aires. Yrurtia y meurt en 1950, léguant sa maison comme musée. Les Boxeurs, l'une de ses dernières œuvres, se trouve dans la cour centrale.

## Galerie

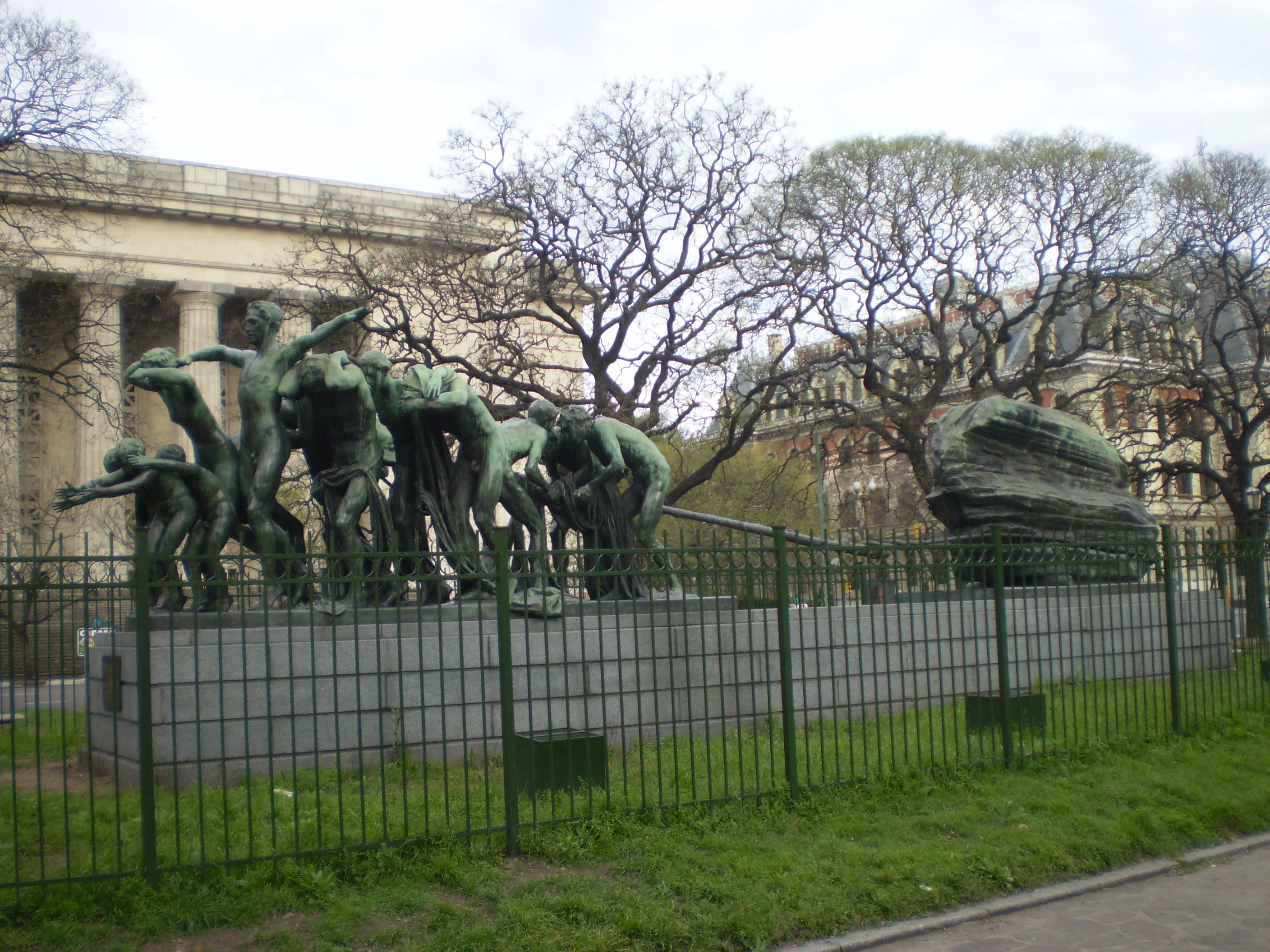
Ode au travail
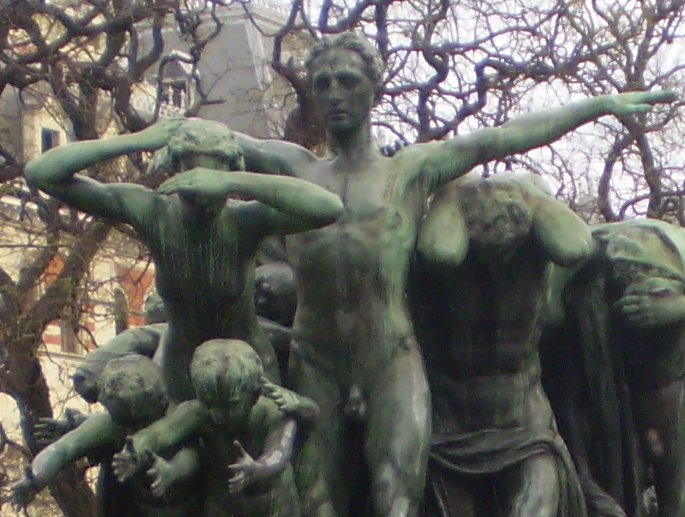
Ode au travail – détail
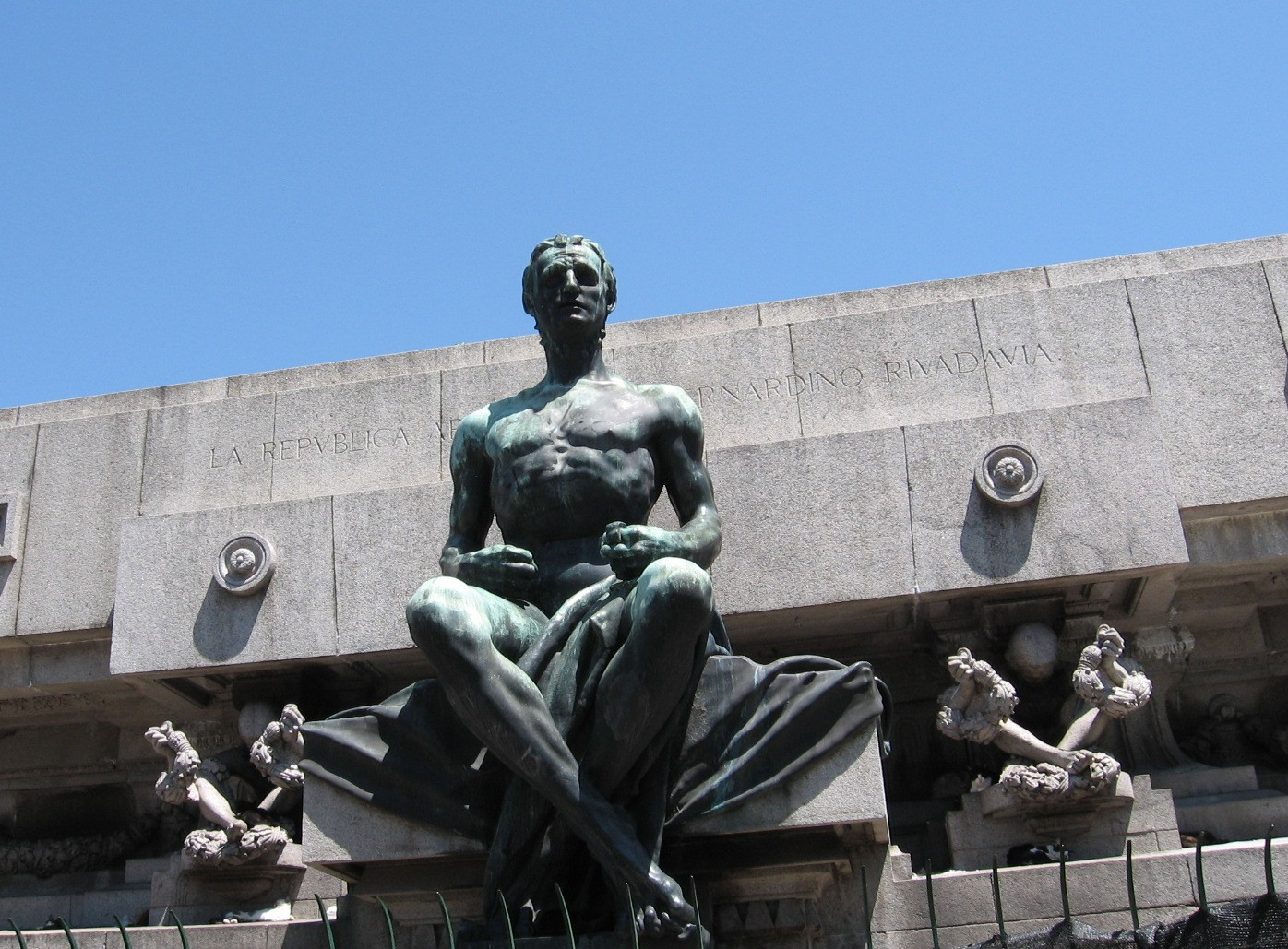
Monument à Bernardino Rivadavia
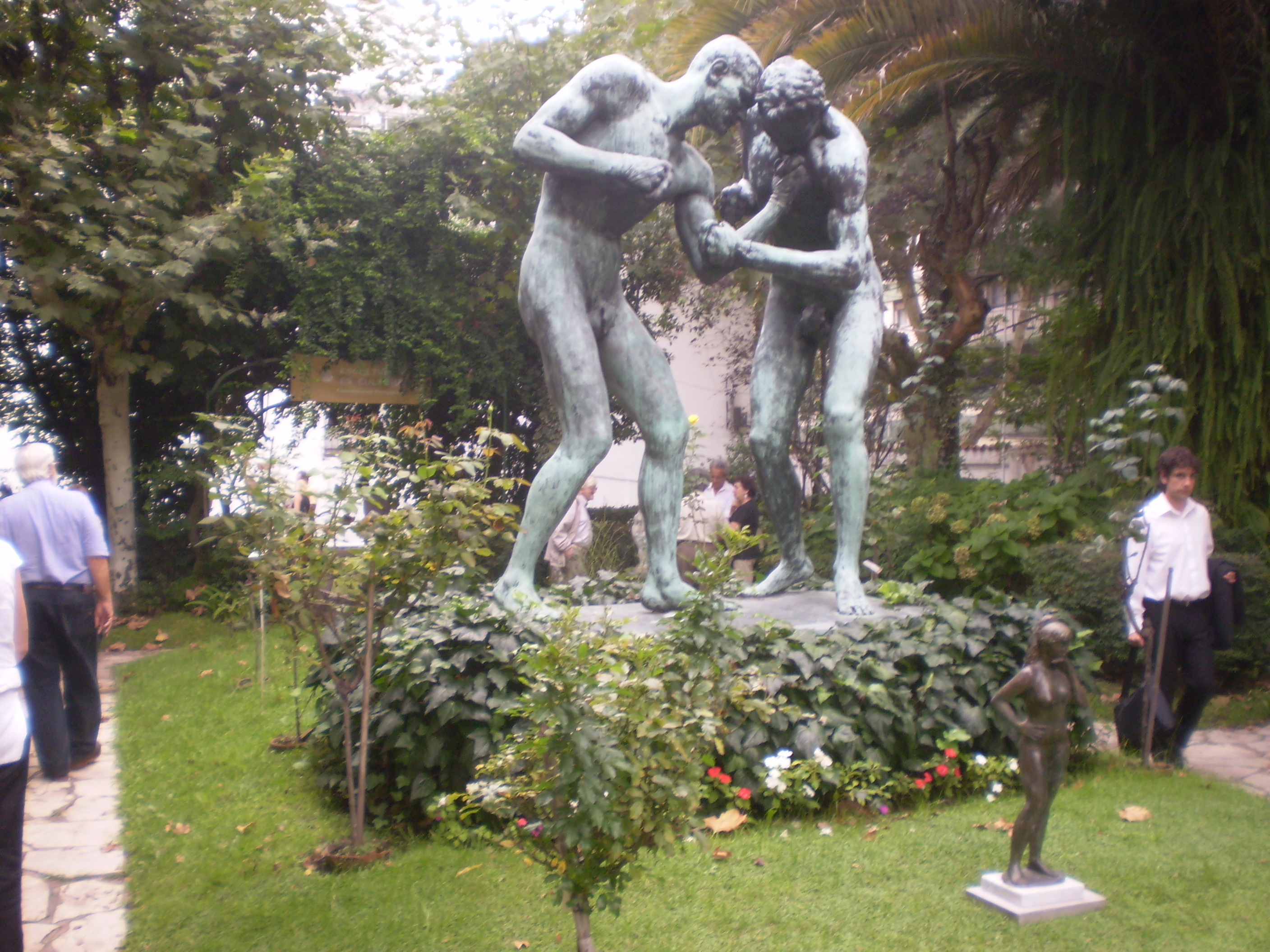
Les Boxeurs, Museo Casa de Rogelio Yrurtia (en)
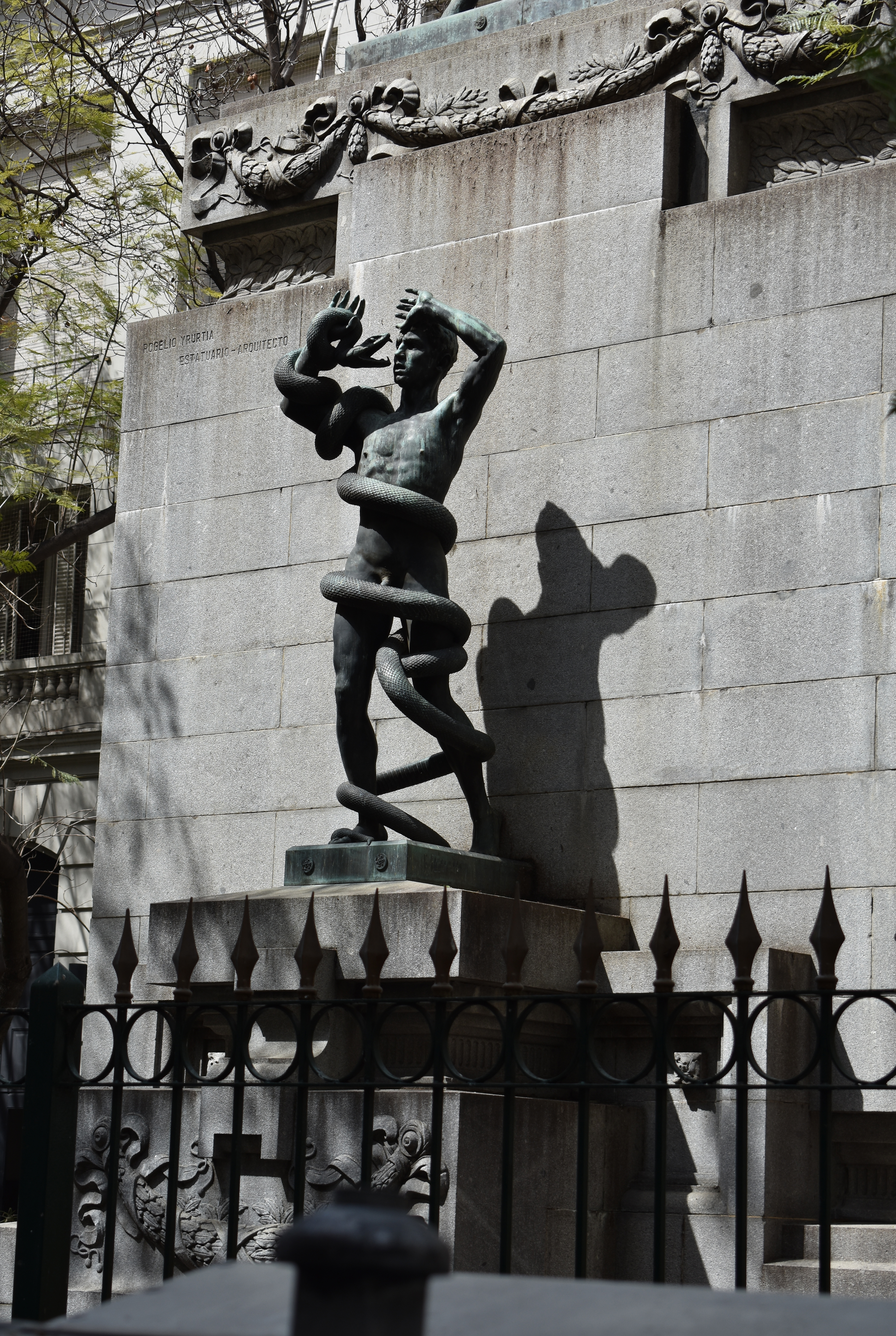
Alegoría de la Fatalidad (1926), partie du Monument à Manuel Dorrego, Buenos Aires